# Пуща-Водицкий переулок
Пу́ща-Води́цкий переу́лок (укр. Пу́ща-Води́цький прову́лок) — переулок в Подольском районе города Киева, местность посёлок Шевченко. Пролегает от Пуща-Водицкой улицы до Сажина улицы.

## История
Возник в середине XX века под названием 723-й Новый переулок. Современное название — c 1955 года.
В 1944—1955 годах название Пуща-Водицкий переулок имела исчезнувшая Аральская улица в местности Ветряные горы.